# Saint-Martin-Belle-Roche
Saint-Martin-Belle-Roche is een gemeente in het Franse departement Saône-et-Loire (regio Bourgogne-Franche-Comté). De plaats maakt deel uit van het arrondissement Mâcon. Saint-Martin-Belle-Roche telde op 1 januari 2022 1.388 inwoners.

## Geografie
De oppervlakte van Saint-Martin-Belle-Roche bedroeg op 1 januari 2022 4,54 vierkante kilometer; de bevolkingsdichtheid was toen 305,7 inwoners per km².

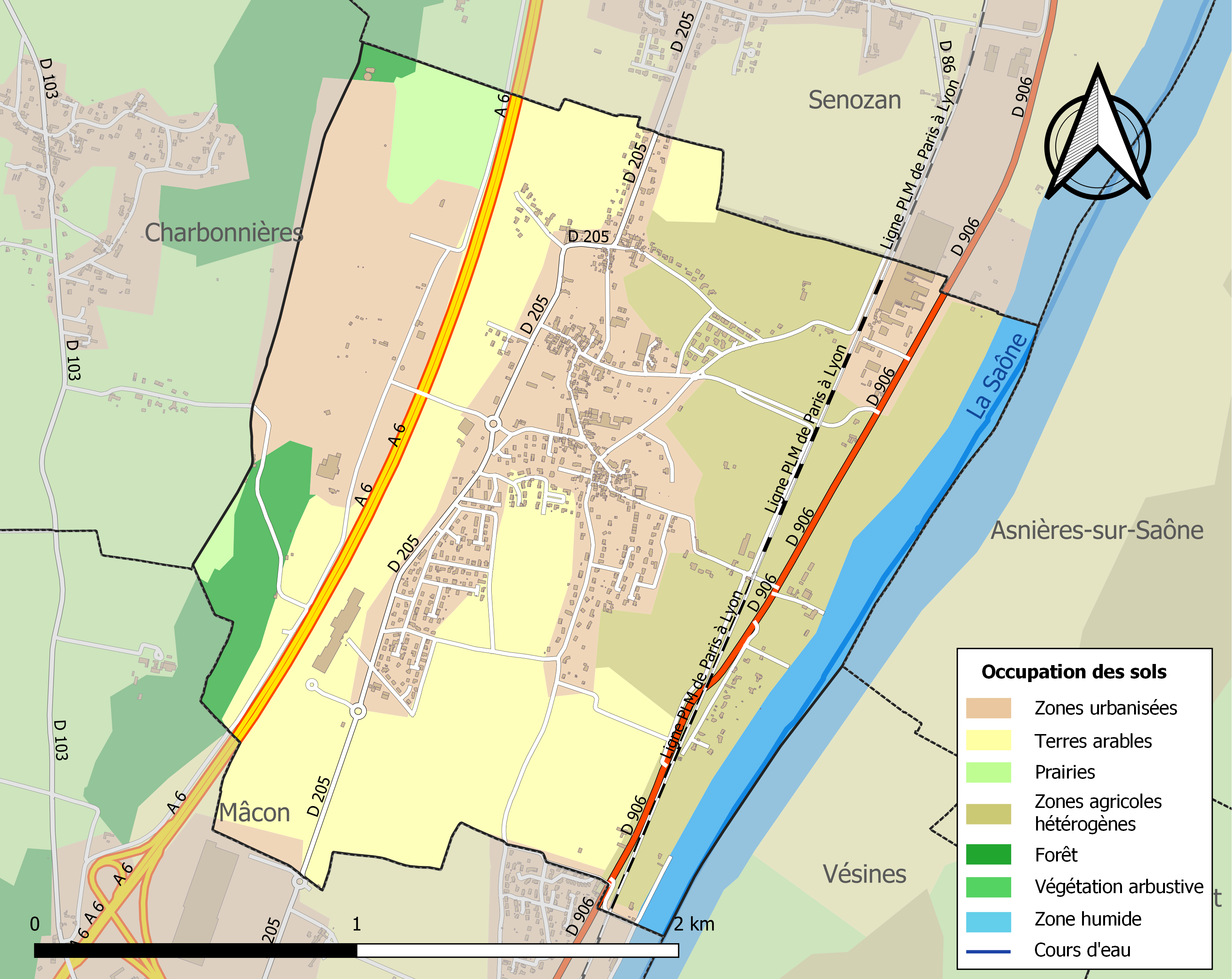
Kaart van de gemeente met de belangrijkste infrastructuur, bodemgebruik en omliggende gemeenten

## Demografie
Onderstaande figuur toont het verloop van het inwonertal (bron: INSEE-tellingen).